# Майков, Даниил Вячеславович
Даниил Вячеславович Майков (14 апреля 1997, Санкт-Петербург) — российский футболист, крайний защитник болгарского клуба «Славия» (София).

## Биография
С восьми лет занимался футболом в петербургских командах «Коломяги», «Смена» и «Локомотив». Окончил школу с золотой медалью. В 2012 году перешёл в «Зенит». Становился победителем первенства Санкт-Петербурга среди юношей, дважды (2011 и 2013) входил в символическую сборную города в своём возрасте. В составе сборной Санкт-Петербурга принимал участие в мемориале Гранаткина 2015 года.
С 2014 года в составе «Зенита» участвовал в молодёжном первенстве, выходил на поле в 36 матчах, также провёл 9 матчей в юношеской Лиге Европы. В 2016 году сыграл 1 матч в ФНЛ в составе «Зенита-2».
В феврале 2017 года подписал контракт с софийской «Славией». Дебютный матч в чемпионате Болгарии сыграл 5 марта 2017 года против «Нефтохимика». До конца сезона принял участие в трёх матчах высшего дивизиона.
С 2017 года — игрок первенства Санкт-Петербурга по мини-футболу 2 лиги.
По состоянию на 2017 год учился в высшей школе менеджмента при СПБГУ.